# 上海南駅の赤ん坊

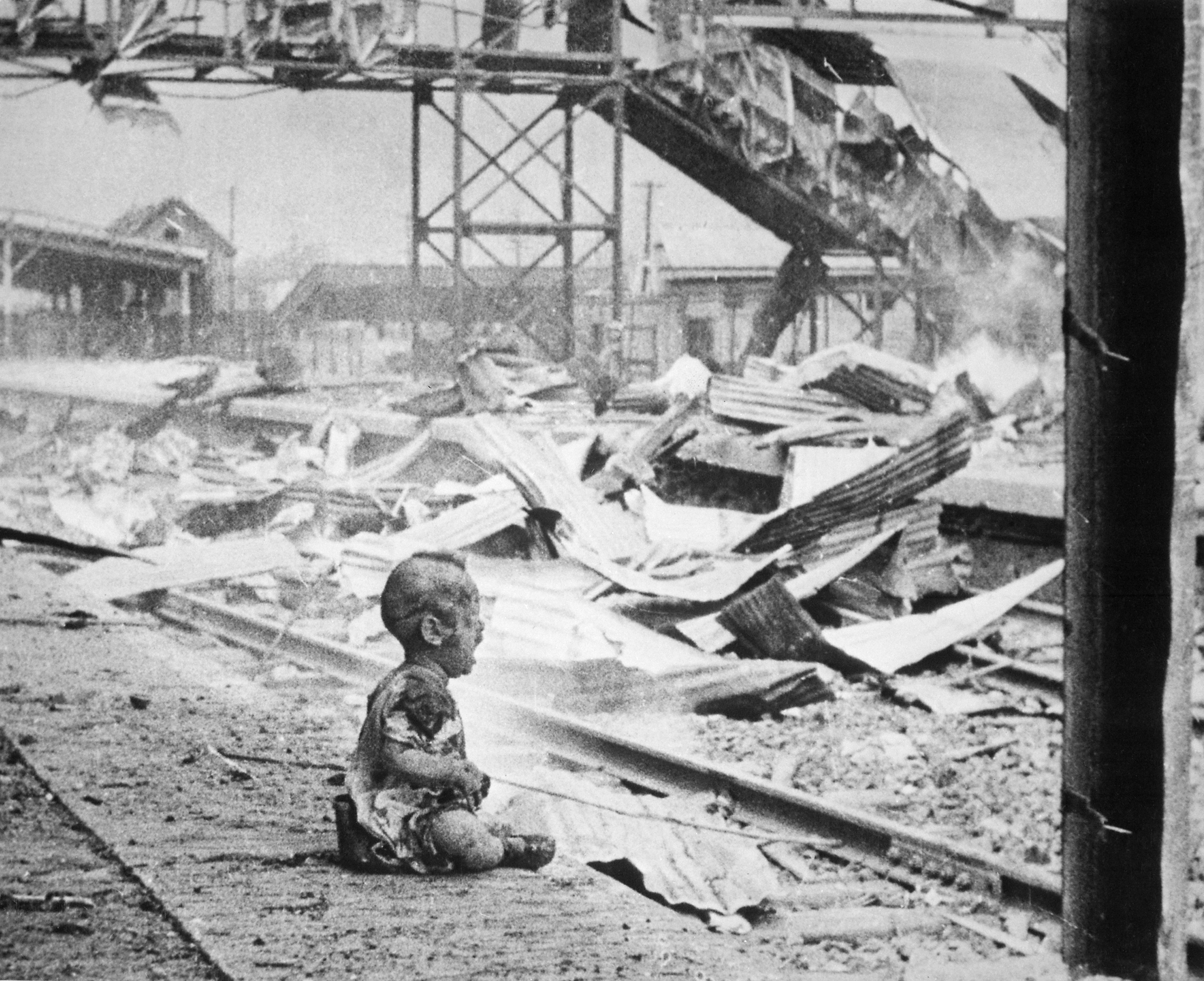
「写真1」：『ライフ』（1937年10月4日号）に掲載。1937年の8月28日の空襲後に撮影された。

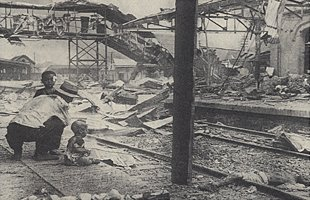
「写真2」:『ルック』（1937年12月21日号）に掲載。男性は赤ん坊を助けに来たのか、演出写真の作成中なのかという論争がある。

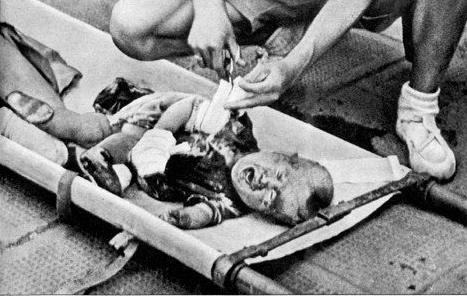
「写真3」：赤ん坊が担架に乗せられ、最初の救護を受けているとする写真。

上海南駅の赤ん坊（しゃんはいみなみえきのあかんぼう）とは、第二次上海事変中の1937年8月28日に日本軍に爆撃された上海南駅で王小亭によって撮影された、傷つき泣き叫ぶ赤ん坊のモノクロ写真である。『ライフ』誌の1937年10月4日号に「1億3600万人が見た海外の写真」として掲載された。アメリカの世論に大きな影響を与えた一方で当時から演出写真ではないかとの疑惑が出されるなど論争にもなっている。
この写真は"母を亡くした中国の赤ん坊 (「"Motherless Chinese Baby"」)、"Chinese Baby"(「中国の赤ん坊」)、"The Baby in the Shanghai Railroad Station" (「上海鉄道駅の赤ん坊」)などとも呼ばれる。赤ん坊の名前、性別は不明のままである。

## 撮影者・王小亭の証言
第二次上海事変で、ハースト支局長のジャーナリスト王小亭や他の映像ジャーナリスト（ハリソン・フォーマンやジョージ・クライニュコフなど）は、戦争の惨状をカメラに収めていた。王はアイモで報道映像を撮り、ライカで写真を撮影していた。
1937年の8月28日の午後2時に大日本帝国海軍が上海を空爆する予定である、との情報を知った王らジャーナリスト達は、空襲を映像に収めるためにスワイヤーのビルに集まった。
午後3時、飛行機が来る様子がなかったので王を除くジャーナリストは撤退した。午後4時、16機の日本軍の飛行機が来襲、爆撃し、上海南駅で杭州行きの列車を待っていた市民たちが多く死傷した。避難するため集まった人々は婦女子が多かったとも伝えられるが、日本機の操縦士は彼ら･彼女らを兵隊らと見誤ったとも言われる。王小亭は急いで彼の車で廃墟となった上海南駅に駆け付けた。彼が駅についたときの惨状と混乱を、彼はこう語っている。
「それはひどいありさまでした。人々はまだ起き上がろうとしていました。死者や負傷者が線路やプラットホームを越えて散らばっていました。手足がそこらじゅうにありました。私の仕事だけが見たものを忘れさせてくれました。ふと、私の靴が血で浸されているのに気付き、私は映写機の再装填をやめました。線路まで歩いていき、頭上の燃えている橋を背景に長回しのシーンを撮りました。そこで線路から赤ん坊を拾い上げプラットホームに運んでいる男性を見つけました。彼は別の酷く傷ついた子供のところに戻って行きました。その母親は線路で死んで横たわっていました。私がこの悲劇を映画に撮っているときに、飛行機が戻ってくる音が聞こえました。即座に残った映画フィルムで赤ん坊を撮影しました。私は赤ん坊を安全なところへ運ぶために走って行きましたが、そのとき赤ん坊の父親が帰ってきました。爆撃機が頭上を横切りました。爆弾は落ちてきませんでした。」。
やけどを負い、けがをして泣く赤ん坊の名前も性別も、この後生き残ったのかも不明のままである。翌朝、王はチャイナ・プレスにフィルムを持っていき、写真を引き伸ばしてマルコム・ロスホルトに、見るよう要請した。彼は「翌朝の新聞が、上海南駅のプラットホームには内陸部への避難を待つ約1800人がおり、そのほとんどが女子供だったこと、日本の飛行士たちがそれを部隊の移動と勘違いしたと報道した」と語った。生き残った人は300人に満たないという。

## 出版
王が撮影したフィルムはアメリカ海軍の船でマニラに送られ、そこからニューヨークにパンアメリカン航空の飛行機で送られた。1937年の9月中頃には、この映像が映画館で流され、約5000万人のアメリカ人と約3000万人のその他の国の人が見た。そしてさらに、泣いている赤ん坊の写真が、2500万部新聞に印刷された。写真は、いずれもフィルムからプリントされたものである。
『ライフ』1937年10月4日号によって1億3600万もの人が、この写真を見ることになった。『ライフ』の報道では、見開きの次のページでは、同じ赤ん坊が担架に乗せられて救助されている写真（写真3）が掲載されている。

## 反響

### 米英仏の世論への影響
この“印象的な”、写真はアメリカに日本に対する反感を与えるのに大きな影響を及ぼした。アメリカ人の多くは、中国人に同情した。そして、この写真は多く複写され、中国の難民援助への寄付を集めることに利用された。この写真に触発され、アメリカ、イギリス、フランスが日本の中国市民への爆撃を非難した。
アメリカの上院議員ジョージ・ノリスは、それまでの持論だった孤立主義、戦争不干渉方針を捨てることを決意し、「野蛮、恥知らず、残酷、このような言葉では言い尽くせない物であります」と日本軍を非難した。日本海軍軍人の塩沢幸一は、パーティーの席上で「あなた方アメリカ人の記者は私を『赤ん坊殺し』だと呼んでいるようですね」とニューヨークタイムズの記者に語っている。
『ライフ』1938年1月3日号でこの写真が「読者の選んだ1937年ニュースベスト10」に入るなど、大きな反響を呼んだ。

### 映画での使用
1944年のフランク・キャプラのプロパガンダ映画「ザ・バトル・オブ・チャイナ」にもこの映像が使われている。

### 日本政府の対応
日本政府はこの写真を撮影したカメラマンである王小亭の首に当時5万ドル（控え目に見ても現在の数億円台の値打ちがある）の報奨金をかけたため、身の危険を感じた王は最終的に上海より逃亡した。

## 『ルック』誌掲載写真
『ルック』1937年12月21日号に、王による別の写真（「写真2」）が掲載された。この写真2には、赤ん坊に加えてもう一人の児童がいて、この二人の子供らのそばにしゃがみこんでいる白い服の男性が写っている。この写真を演出によるものとの説をとる者らは、この男性は王のアシスタントのタグチという人物であり、効果的な写真を撮影するために赤ん坊を演出のために配置したか、あるいは後日わざわざ手配したものと、しばしば主張する（後述）。とくに近年日本の演出説論者は、往々にして、この人物をタグチとする根拠についてはとくに説明していないが、この主張自体がもともと事件直後より日本側からプロパガンダとして振り撒かれていた主張である。なお、動画ザ・バトル・オブ・チャイナの24分07秒から24分10秒のところでは、同じ人物と思われる男性が、また別の十代くらいの白い服を着た少年を瓦礫の中から救助している様子が映られている。
また、『ルック』誌には、線路を渡ってこの赤ん坊を運んでいる黒い服の若い男性(「写真2」の男性とは別人）の連続写真が説明のキャプションとともに掲載されている。キャスル・フィルムズのニュース映画『ザ・ニューズ・パレイド・オブ・ザ・イヤー』の1937年版（ただし長尺版B0217。11分30秒台）にも、その映像がある。『ルック』誌の写真キャプションでは、この赤ん坊は半ば瓦礫に埋まっているようなところを拾い上げられ、運ばれたものとされている。また、この赤ん坊を運んでいる黒い服の男性と先の白い服の男性が同時に写っている写真や動画（『激動・日中戦史秘録』27分13秒～16秒）もあり、そこでは白い服の男性は、事件現場を広く観ている雰囲気で、赤ん坊を運んでいる黒い服の若い男性を指示する立場の人物であるように見える。『ルック』掲載の写真キャプションによれば、瓦礫の中から拾い上げられた赤ん坊が黒い服の男性によって向い側ホームに運ばれ、その男性は他の犠牲者の救出に戻っていったとされている。さらにその後、赤ん坊を近くの応急処置救護所に連れて行くために、白い服の男性が5,6歳くらいの子どもと共に赤ん坊のところにやって来たとされており、その写真が「写真2」となっている。『ルック』の記事にしたがえば、問題の赤ん坊一人の写真は、座っている場所はホームそのものではないが、黒っぽい服の救助者が離れた後、白い服の男性が来る前に撮られたものということになる。
中国国民党が編纂した『日寇暴行実録』(1938年)においては、「写真2」は「避難後の父子」とキャプションが付けられて掲載された。
この写真についてジョン・ファーバーは「男性が赤ん坊を助けに来た場面」と主張する。対して、東中野修道は「演出写真の作成中の写真である」とする（下段「論争」に詳述）。

## 写真の作為についての疑惑

### 当時の疑惑
他方で、王小亭が左翼シンパであることやエドガー・スノーとヘレン・スノーの親友であることから、写真に懐疑的な者も多かった。また、アメリカ合衆国のジャーナリストらからも、当時から写真が演出であることが示唆されてきた。それは、意図的にシーンから他の人々を排除したとか、荒廃をより印象的にするため子供を移動したというような主張であった。
演出であるとの示唆は即座に日本のプロパガンダ専門家により取り上げられ、写真自体だけでなく、爆撃の惨禍に関するアメリカと中国の記事の信憑性を低下させるために利用された。1937年のジャパンタイムズの記事には、赤ん坊だけの写真と男性と児童を含めた三名の写真に加え、児童だけが赤ん坊の位置に立っている写真が掲載された。写真への解説として、これらは人々の共感を促すために真実を曲げて写真の制作がなされた過程を明らかにするものである、と記されている。また、男性は写真撮影のために子供らに指示を出している救助隊員として触れられている。ただし、爆撃が日本軍機によるもので、この爆撃により多数の民間人が死傷したことについては否定されていない。また、日本軍は上海の南市の爆撃にあたっては事前に予告するとしていたが、結局、この爆撃で予告は行われなかったという。
これに対して王小亭は、この男は赤ん坊の父であり、（赤ん坊のところに）戻ってきたと述べている。(資料によっては、白い服の男性を救助隊員としているものもある。）

#### 『ライフ』誌の反論
『ライフ』は戦中・戦後、一貫してやらせではないと主張してきた。1975年に発行された『LIFE AT WAR』の巻頭で「すぐれた戦争写真には、その真実性について様々な憶測がつきまとうことがある。例えば「ニュースの映画王」として世界に知られるようになった写真家H.S.ウォン(王小亭)がハースト支局長であったときに撮影した一枚の写真についても、ある風説が流布された。破壊された上海南駅構内で泣き叫ぶ中国人の子供の写真について、それが演出されたというものである。しかし、あらゆる点からそれが流言以上のものではないことは明白である」と解説した。

## 評価

### プロパガンダとして
1958年、ハロルド・アイザックスはこの写真を「史上最も成功した「プロパガンダ」作品の一つ」であるとした。
写真家の名取洋之助は「蒋介石の宣伝は実にうまいもんだ。日本もこれだよ。これをやらなきゃ世界は味方してくれんよ」と感嘆し、外務省や陸軍に何度も働きかけ、以降反蒋宣伝や宣撫工作を展開した。

### 影響力
1972年、バーバラ・タックマンはこの写真を「中国における日本の暴力に対する欧米の怒りの迸りを刺激した画像」とした。
1977年には、ジャーナリストのローウェル・トマスが、この写真に対し、第二次世界大戦を象徴する最も有名な2つの写真（一つは1940年に自国の軍が撤退して泣き叫んでいるフランスの男の写真、もう一つは1945年にアメリカ軍が硫黄島に星条旗を掲げる写真）に匹敵するほどの影響力があった、と評した。
1999年、トーマス・ドハーティーは「かつて公開された最も記憶に残る戦争写真の一つであり、おそらく1930年代の最も有名なニュース映画の一コマ」とした。
2003年にアメリカで出版された本「世界を変えた100枚の写真」に掲載された。
2006年にナショナルジオグラフィックが出した「映像で見る世界の歴史」にもこの写真が使われた。

## 論争

### 演出写真説
藤岡信勝は、以前からある演出写真との批判に加え、画像及び映像に映る煙（マルコム・ロスホルトは「王が駅に着いたとき駅はまだ燻っていた」と書いていた）が印象を増大させる目的で撮影者により意図的に創作されたものであるとの主張を追加した。1999年、自由主義史観研究会は「中国の写真のやらせ」という記事を発表し、「この写真は男が演出のために赤ん坊を駅の線路に置いているところであり、そうやって写真を撮ってアメリカ読者の反日感情を煽ろうとしたものだ」と主張した。赤ん坊の持ち方の不自然さを指摘する意見もあるが、『ルック』誌に掲載された連続写真やニュース・パレイド（長尺版）の映像を見ると、赤ん坊を運んでいる黒っぽい服の男性は、レールや散乱する瓦礫に足を取られないように、こういった運び方をしたように見える。『ルック』の記事では、瓦礫に半ば埋まっていた赤ん坊を黒っぽい服の男性が救い上げ、向い側のホームに連れていったものとされている。『ルック』では同じ赤ん坊とされる子が担架に乗せられ手当を受けている写真もあり、そこでは、この赤ん坊が左腕を失っているようにも見える。左腕についてはカメラの方にたまたま前腕を突き出していたためにそのように見えるのではないかとする見方もあるが、概ね、演出写真説をとる者は、担架上の赤ん坊の写真については触れることがない。
また、東中野修道は中国国民党宣伝部撮影班であった王が写真も動画も撮った演出写真であるとし、その内容としては、まずザ・バトル・オブ・チャイナの24分07秒から24分10秒で映し出される男性が演出写真を撮るためにわざわざ線路を渡ってホームに赤ん坊を置き、「写真1」と「写真2」の演出写真を撮影したとしており、特に「写真1」に関しては、ホームに運んだ男性と、「写真2」の男性と、撮影者の王という少なくとも大人の男性3名がいながら、わざわざ赤ん坊を一人にして撮った演出写真であるとしており、また『激動・日中戦史秘録』27分30秒あたりには「写真1」の幼児のすぐ脇で小さな煙が確認出来、赤ん坊が突然、そちらの方向へ振り返り、その直後、煙の量が変化するシーンがあり「発炎筒が倒れ、赤ん坊がそれにおどろき振り返ったシーンである」とし、プロパガンダ写真である可能性が高いとしている。ただし、煙は発煙筒の煙のように勢いよく吹き出しているわけではなく、煙は初めから狭い範囲ながらやや広がって薄く緩やかに立ち上っており、赤ん坊のそばの板状のものの下で埋れ火がくすぶって立ち上っていた煙が、瓦礫が崩れて板が動いた拍子に、こもっていた分の煙がさらに立ち上ったようにも見える。いずれにせよ、発煙筒説は全く演出写真説論者によるもので、発煙筒があったという証言も無ければ、発煙筒が写っているような映像記録も全く存在しない。
藤岡らの主張に対してテッサ・モリス＝スズキは、赤ん坊の画像と日本軍の上海南駅爆撃により中国の民間人が死傷した事実とを分けて考える努力を怠っていると批判し、爆撃の事実を明確な問題点とせずに、写真が演出されたプロパガンダであることを主張することによってより広範な歴史的事件に懐疑的な印象を与えようとしている、と批判した。
2009年、中国を舞台にした犯罪小説で知られる作家ポール・フレンチ（英語Paul French）はこの赤ん坊は一人で線路の上に座って何をしているのだろうか、撮影者の王は写真を撮りながら動画も録ったのだろうか、赤ん坊が長時間座っていることは可能なのか、と疑問を出している。ただし、ルック誌では赤ん坊は救助後に運ばれたものであることが写真とともに説明されており、この当時フィルムから写真を印画することはまま行われることであり、また例えば、先述の『激動・日中戦史秘録』27分30秒あたりの動画では赤ん坊のシーンはそもそも数秒もなく、その映像で見る限り、首も腰もしっかり据わっている程度には成育している赤ん坊であることが分かる。

## 博物館などでの展示
産経新聞は「南京大虐殺紀念館でも南京事件のものとして展示されていたが、かねてから日本の外務省や政治家が『信頼性の乏しい写真である』『いずれも、南京事件とは無関係であることがはっきりと証明されている写真である』と撤去を要請しており、結果的に南京大虐殺紀念館はこの写真を含む3枚を撤去した」と報道したという。これに対して、南京大虐殺記念館の朱成山館長は「幼児の写真は、展示会『上海で殺戮行為の日本軍、南京に向かう』で（上海事変関連の写真として）使ったことはあるが、南京大虐殺そのものの展示で使ったことはない」「2007年12月のリニューアル以前にすでに写真は撤去されておりリニューアル後に写真を入れ替えたことがない」と述べている。なお、撮影当時から上海事変に関する写真として世界的に知られた写真であることは、既に紹介した通りである。
日本でも長崎原爆資料館において、これらの写真が「虐殺された中国の人々」とのキャプションと共に長らく展示されていた。市民団体等から捏造ではないかとの指摘を受け、当時の橋本龍太郎首相は写真の信憑性の調査を関係省庁に指示し、結果的に信憑性に乏しい写真とされ、上記写真をはじめ176カ所の展示を差し替えるに至った。
また、1998年ピースおおさかは「上海爆撃、泣き叫ぶ子供」とのキャプションを付けて展示していたが、「爆撃後の市街に赤ん坊1人だけでいる姿が不自然」と判断して撤去をしている。
なお、この上海南駅の爆撃では日本軍機による爆撃のため、その直撃や瓦礫に埋もれ、多数の被害者･犠牲者が出ており、フランク・キャプラの映画「ザ・バトル・オブ・チャイナ」にも一部撮影されているように、当時現場では救助活動が続けられている。『ルック』誌には、（おそらく他の被害者の救助活動の邪げにならないように）黒い服の男性が赤ん坊を向い側ホームの方に運んだことが書かれている。しかし、演出写真説に従えば、王らは、演出の証拠となるにもかかわらず、わざわざ演出している場面までフィルムにとり、それを奇妙にもそのままアメリカの雑誌社、ニュース会社らにも送ったということになる。

## 関連する作品
芸術家のアンディ・ウォーホルは1940年代の芸術学校時代、この写真をモチーフとした絵を描いた。ウォーホルの1960年代、災害を描いたシリーズでは、このフォーマットを用い、ニュース映画の映像をより見やすくアレンジを加えた。
2009年、芸術家でジャーナリストのマオ・チャンチュンがこの写真を白いカーテンに移し、だんだん薄くしていくことでこの写真の印象が発表当時からだんだん薄くなっていったことを表す芸術作品を発表した。